# Le Ménil-Bérard
Le Ménil-Bérard ist eine französische Gemeinde mit 68 Einwohnern (Stand: 1. Januar 2022) im Département Orne in der Region Normandie. Sie gehört zum Arrondissement Mortagne-au-Perche und zum Kanton Tourouvre au Perche.

## Lage
Die Gemeinde Le Ménil-Bérard liegt in einem Seitental der Risle, acht Kilometer südwestlich von L’Aigle. Nachbargemeinden von Le Ménil-Bérard sind Saint-Hilaire-sur-Risle im Norden, Aube im Nordosten, Brethel im Osten, Auguaise im Südosten, La Ferrière-au-Doyen im Süden und Westen sowie Sainte-Gauburge-Sainte-Colombe im Nordwesten.

## Bevölkerungsentwicklung

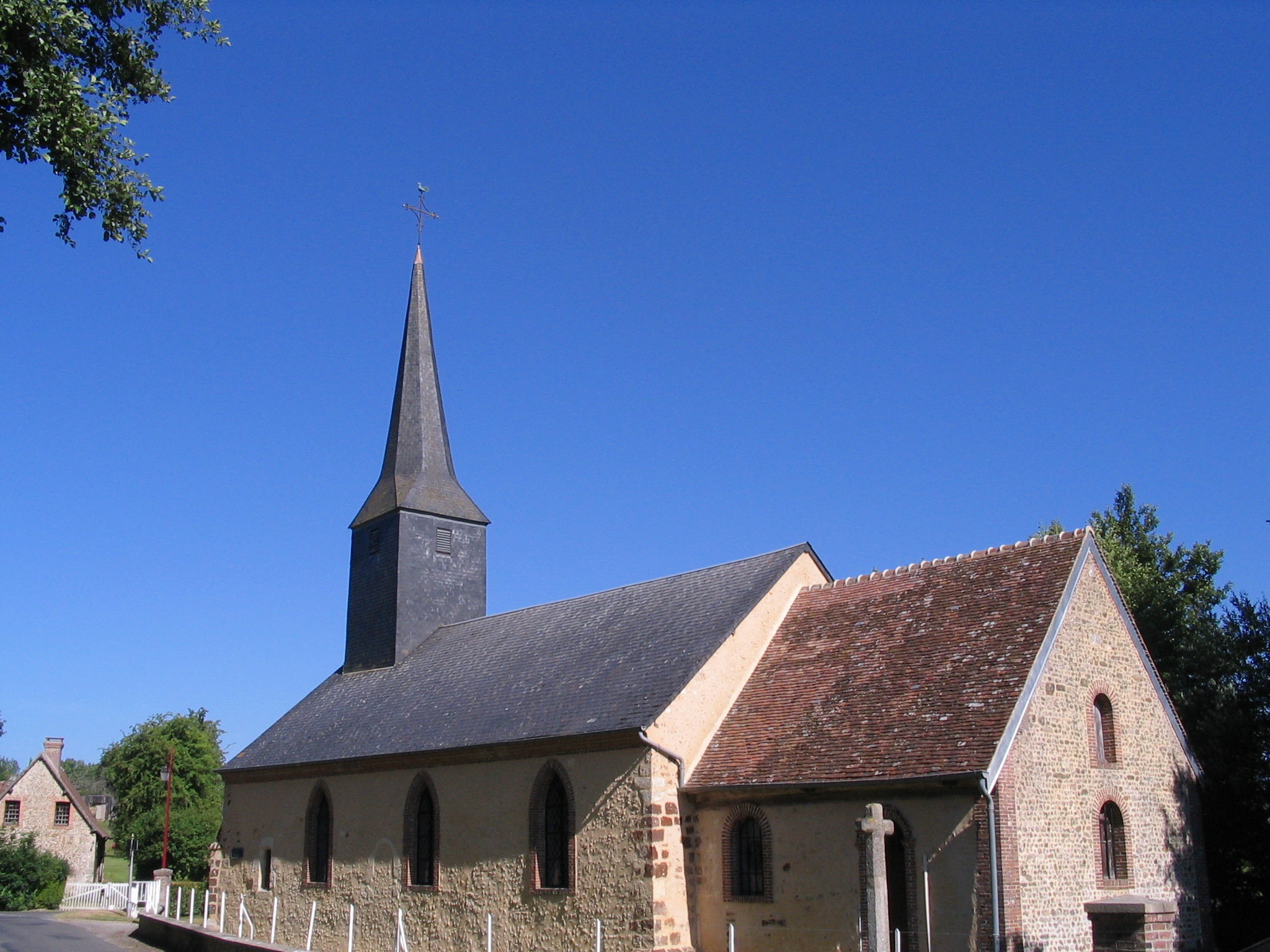
Kirche Saint-Pierre

| Jahr                       | 1962 | 1968 | 1975 | 1982 | 1990 | 1999 | 2006 | 2013 | 2021 |
| -------------------------- | ---- | ---- | ---- | ---- | ---- | ---- | ---- | ---- | ---- |
| Einwohner                  | 90   | 81   | 68   | 75   | 64   | 68   | 70   | 72   | 69   |
| Quellen: Cassini und INSEE |      |      |      |      |      |      |      |      |      |